# Bumbești-Jiu
Bumbești-Jiu este un oraș în județul Gorj, Oltenia, România, format din localitatea componentă Bumbești-Jiu (reședința), și din satele Curtișoara, Lăzărești, Pleșa și Tetila. Localitate situată la ieșirea Jiului din defileu. Pe teritoriul său este situat un castru roman, lucru ce dovedește vechimea sa precum și Mănăstirile Lainici și Vișina (secolul al XIV-lea) fondate de Nicodim. Odinioară era locuit de oameni liberi (moșneni).
Tot pe raza localității se regăsește clădirea Oficiului Vamal dintre Regat și Transilvania, clădire aflată în momentul de față în degradare. Orașul a fost scena unor lupte crâncene atât în primul cât și în al doilea război mondial, poziția sa geografică, la ieșirea din Defileul Jiului, fiind considerată strategică de armată.
În ianuarie 1999 Bumbeștiu Jiu a revenit în atenția publică din cauza luptelor de stradă dintre jandarmi și minerii conduși de Miron Cozma.
Localitatea se întinde pe circa 6 km de la Vișina până în Comuna Curtișoara, aliniidu-se la poala dealurilor pe care se cultivă viță de vie și pomi fructiferi, până la lunca Jiului, azi în curs de includere într-un viitor lac de acumulare. Alte terenuri se întind pe munții Parâng până la limita administrativă cu județul Hunedoara. Odinioară aceste terenuri constituiau pășuni bogate pentru turmele de oi ale bumbeștenilor.
Orașul se împarte în două zone urbanistice distincte: Bumbești și Valea Sadului (denumită de localnici și „colonia”). Bumbeștiul este fostul sat Bumbești Jiu, marcat de case cu arhitectură veche, specifică zonei de sub-munte. Valea Sadului este un cartier de blocuri și unități comerciale, construit în jurul anilor 1940 - 1950 pentru a găzdui muncitorii aduși din toată țara la fabrica de armament.
În Bumbești-Jiu se află una dintre cele mai importante uzine de armament din țară, situată chiar la intrarea în Defileul Jiului spre Petroșani. În perioada comunistă, fabrica de armament era camuflată sub o fabrică industrială de frigidere, aici producîndu-se celebrul frigider românesc „Fram”. Localnicii porecliseră fabrica Fram ca fiind „fabrica de răcit oameni” (cu trimitere la activitatea de producere de armament).
În localitatea Bumbești Jiu, lângă Mânăstirea Vișina, se găsesc câteva unități de alimentație (restaurante, un motel, o parcare de pentru mașini de mare tonaj) renumite în județele Gorj și Hunedoara, cunoscute sub numele de "La Vișina".

## Demografie
Componența etnică a orașului Bumbești-Jiu
     Români (85,37%)
     Romi (2,12%)
     Alte etnii (0,17%)
     Necunoscută (12,34%)
Componența confesională a orașului Bumbești-Jiu
     Ortodocși (85,66%)
     Alte religii (0,85%)
     Necunoscută (13,5%)
Conform recensământului efectuat în 2021, populația orașului Bumbești-Jiu se ridică la 7.684 de locuitori, în scădere față de recensământul anterior din 2011, când fuseseră înregistrați 8.932 de locuitori. Majoritatea locuitorilor sunt români (85,37%), cu o minoritate de romi (2,12%), iar pentru 12,34% nu se cunoaște apartenența etnică. Din punct de vedere confesional, majoritatea locuitorilor sunt ortodocși (85,66%), iar pentru 13,5% nu se cunoaște apartenența confesională.
|  | Graficele sunt indisponibile din cauza unor probleme tehnice. Mai multe informații se găsesc la Phabricator și la wiki-ul MediaWiki. |

Date: Recensăminte sau birourile de statistică - grafică realizată de Wikipedia

## Politică și administrație
Orașul Bumbești-Jiu este administrat de un primar și un consiliu local compus din 15 consilieri. Primarul, Constantin Bobaru[*], de la Partidul Social Democrat, este în funcție din 2008. Începând cu alegerile locale din 2024, consiliul local are următoarea componență pe partide politice:
|  | Partid                          | Consilieri | Componența Consiliului | Componența Consiliului | Componența Consiliului | Componența Consiliului | Componența Consiliului | Componența Consiliului | Componența Consiliului |
|  | ------------------------------- | ---------- | ---------------------- | ---------------------- | ---------------------- | ---------------------- | ---------------------- | ---------------------- | ---------------------- |
|  | Partidul Social Democrat        | 7          |                        |                        |                        |                        |                        |                        |                        |
|  | Partidul Ecologist Român        | 2          |                        |                        |                        |                        |                        |                        |                        |
|  | Alianța pentru Unirea Românilor | 2          |                        |                        |                        |                        |                        |                        |                        |
|  | Partidul Național Liberal       | 2          |                        |                        |                        |                        |                        |                        |                        |
|  | Alianța Dreapta Unită           | 1          |                        |                        |                        |                        |                        |                        |                        |
|  | Udrescu Georgian-Lucian         | 1          |                        |                        |                        |                        |                        |                        |                        |

## Personalități născute aici
- Dorin Arcanu (n. 1970), fotbalist;
- Corina Peptan (n. 1978), șahistă;
- Dan Vîlceanu (n. 1979), om politic, fost ministru al finanțelor.
- Narcis Tran-Korsar (n.1987), muzician, textier și compozitor român.

## Vezi și
- Biserica de lemn din Lăzărești
- Biserica de lemn din Pleșa
- Castrul roman de la Bumbești-Jiu (1)
- Castrul roman de la Bumbești-Jiu (2)
- Castrul roman de la Bumbești-Jiu (3)
- Nordul Gorjului de Vest (sit de importanță comunitară)
- Defileul Jiului (sit de importanță comunitară)
- Nordul Gorjului de Est (sit de importanță comunitară)
- Parâng (sit de importanță comunitară)